# Jean Baptiste Louis Pierre
Jean Baptiste Louis Pierre (Reunião, 23 de outubro de 1833 — 30 de outubro de 1905) foi um botânico francês.

## Carreira
Estudou em Paris e logo viajou em 1861, primeiro a Reunião e posteriormente para a Índia, onde trabalhou no Jardim botânico de Calcutá. Dirigiu desde 1865 até 1877, o jardim botânico de Saigon. Pierre realizou numerosas explorações científicas na Indochina. 

## Obras
Se deve a ele particularmente a publicação Flore forestière de la Cochinchine (1880-1907), assim como o artigo "Sur les plantes à caoutchouc de l’Indochine" (publicado em Revue des cultures coloniales, 1903) e o capítulo sobre as sapotaceas nas Notes botaniques (1890-1891). 

## Homenagens
Heinrich Gustav Adolf Engler nomeou em sua homenagem os gêneros Pierrina, da família Scytopetalaceae e Pierreodendron da família Simaroubaceae; Auguste Chevalier nomeou em sua honra o gênero Pierreodendron, da família Sapotaceae e Henry Fletcher Hance o gênero Pierrea, da família Flacourtiaceae.